# 1946 en combiné nordique
| Années du combiné nordique : 1943 - 1944 - 1945 - 1946 - 1947 - 1948 - 1949    |
| Décennies du combiné nordique : 1910 - 1920 - 1930 - 1940 - 1950 - 1960 - 1970 |

Cette page reprend les résultats de combiné nordique de l'année 1946.

## Festival de ski d'Holmenkollen
L'édition 1946 du festival de ski d'Holmenkollen fut remportée par le norvégien Olav Odden devant ses compatriotes Asbjørn Støholen (no) et Olaf Dufseth.

## Jeux du ski de Lahti
L'épreuve de combiné des Jeux du ski de Lahti 1946 fut remportée par le coureur finlandais Olavi Sihvonen, déjà vainqueur en 1944,
suivi par ses compatriotes Martti Huhtala (qui avait remporté l'épreuve l'année précédente), et Aulis Tolsa, dont c'était la troisième place consécutive de l'épreuve.

## Championnats nationaux

### Championnat d'Allemagne
Le championnat d'Allemagne de combiné nordique 1946 n'a pas été organisé.

### Championnat d'Estonie
Le Championnat d'Estonie 1946 eut lieu à Viljandi. Il fut remporté par Hugo Kaselaan devant Paul Pahla, vice-champion sortant, et Karl Lont, le champion sortant.

### Championnat des États-Unis
Le championnat des États-Unis 1946 n'a pas été organisé.

### Championnat de Finlande
Les résultats du championnat de Finlande 1946 manquent.

### Championnat de France
Les résultats du championnat de France 1946 manquent.

### Championnat d'Islande
Le championnat d'Islande 1946 fut remporté par Guðmundur Guðmundsson, qui remportait là le troisième de ses quatre titres nationaux.

### Championnat d'Italie
Le championnat d'Italie 1946 fut remporté par Rizzieri Rodeghiero (en) devant Carletto Alverà (it) et Giuseppe Muraro (de).

### Championnat de Norvège
Le championnat de Norvège 1946 se déroula à Drammen, sur le tremplin Vikkollen.
Le vainqueur fut Ottar Gjermundshaug, suivi par Eilert Dahl et Magne Gjermundshaug.

### Championnat de Pologne
Le championnat de Pologne 1946 fut remporté par Stanisław Marusarz, du club SNPTT Zakopane.

### Championnat de Suède
Le championnat de Suède 1946 a permis au champion 1944, Sven Israelsson, du club Dala-Järna IK, de retrouver son titre, qui remporta également le titre des clubs.

### Championnat de Suisse
Le Championnat de Suisse 1946 a eu lieu, comme dix ans auparavant, à Davos.
Le champion 1946 fut Niklaus Stump, devant Otto von Allmen et Martin Zimmermann.